# Чумний бунт у Севастополі (1830)
Чумний бунт у Севастополі — народне повстання 3 (15) червня 1830 року в Севастополі, спровоковане карантинними заходами проти поширення епідемії чуми.

## Передумови повстання
У 1828 році на півдні імперії в Криму почалася епідемія чуми. Враховуючи, що Російська Імперія в цей час вела війну з Туреччиною, а також стратегічну важливість Севастополя, в місті був введений карантин. У місті чуми не було, тому карантин був швидше профілактичним заходом.
У травні 1828 року навколо міста було встановлено карантинне оточення. Увесь рух з міста і в місто відбувався через спеціально влаштовані застави. Улітку 1829 року карантин був посилений, кожен, хто проїжджав, повинен був перебувати 2—3 тижні в карантинній зоні, усі підозрілі хворі в місті підлягали ізоляції. Через це місцеві селяни намагалися утримуватися від поїздок в місто.
Продовольче постачання виявилося монополізованим карантинними чиновниками, що сприяло великій кількості зловживань. У місті швидко виник дефіцит продовольства. Продовольство, що поставлялося гарнізону, жителям, хворим в ізоляторах було недостатнім і поганої якості, що сприяло розвитку хвороб і росту смертності. Найбільш страждали від карантину бідні райони міста, в яких сильно погіршала гігієнічна обстановка і зросла кількість хворих.
Ситуація в Севастополі загострилася настільки, що з Петербургу була прислана комісія на чолі з Римським-Корсаковим для розслідування ситуації. Розслідування виявило масові зловживання, проте з Петербургу поступило розпорядження припинити всякі розслідування діяльності інтендантів. У листопаді 1829 року комісія завершила роботу.

## Повстання
У березні 1830 року карантин був посилений, і жителям заборонили покидати будинки. Заборона була знята в травні, але в найбіднішій Корабельній слободі карантин був продовжений на 7 днів. Проте після 7 днів жителів слободи було наказано вивести за місто і продовжити карантин на два тижні. Це викликало обурення серед жителів слободи, а також матросів, що мали там рідних і знайомих. Населення відмовилося виконувати розпорядження незважаючи на умовляння контр-адмірала І. С. Скаловського і протопопа Софронія Гаврилова.
Карантинне оточення слободи було посилене двома батальйонами піхоти. Доведені до відчаю жителі готувалися до озброєної відсічі, були сформовані озброєні групи під керівництвом відставних військових. Солдати оточення і багато офіцерів співчували жителям. Обидві сторони утримувалися від початку бойових дій, які могли підірвати ситуацію в місті і на флоті.
3 червня військовий губернатор Микола Столипін, дід Михайла Лермонтова по материнській лінії, враховуючи надзвичайну ситуацію в місті посилив караули на вулицях і охорону губернаторського будинку. Ці заходи обурили севастопольців, які натовпами рушили до будинку губернатора й адміралтейства. Губернатор був убитий натовпом. До повсталих приєдналися матроси. Частина повсталих пішла на зняття карантинного оточення на Корабельній слободі, солдати атаковані з двох сторін, приєдналися до повсталих.
До 22 годин місто було в руках повсталих, поліція втекла з міста, а гарнізон відмовився придушувати бунт. Натовп бив «чумних» чиновників і офіцерів вимагаючи від них розписки, що чуми в місті немає, громили їхні будинки та квартири.

## Досягнення повстанців
4 червня комендант міста, що виконував після загибелі Столипіна обов'язок військового губернатора, Турчанінов під тиском повсталих видав наказ про припинення карантину:
Оголошую усім жителям міста Севастополя, що внутрішня карантинна лінія в місті знята, жителі мають безперешкодне спілкування між собою, в церквах дозволяється богослужіння, і ланцюг навколо міста від нинішніх меж перенесений далі на дві версти

## Придушення повстання
Тим часом влада стягнула до міста частини 12-ї дивізії генерала Тимофєєва, які увійшли до міста 7 червня. Слідча комісія під керівництвом генерал-губернатора Новоросії і Бессарабії М. С. Воронцова розглянула справи близько 6000 людей. Було страчено 7 осіб, які очолили повстання, близько 1000 городян і матросів відправлені на каторжні роботи. Близько 4200 цивільних осіб було депортовано в інші міста. Офіцери отримали дисциплінарні покарання.